# Szikszó
Szikszó – miasto na Węgrzech, w komitacie Borsod-Abaúj-Zemplén, siedziba władz  powiatu Szikszó. Miejscowość otrzymała prawa miejskie w roku 1989, natomiast pierwsza wzmianka pochodzi z roku 1280.
Miastami partnerskimi Szikszó są: Piwniczna-Zdrój, Stronie Śląskie w Polsce, Waldems w Niemczech, Sovata w Rumunii oraz Dro we Włoszech.